# Parandrini
Tribu
Synonymes
- Parandrae Lameere, 1912[1]
- famille Paradridae[1]
- sous-famille Parandrinae Blanchard, 1845[1]

Les Parandrini sont une tribu de Coléoptères cérambycidés de la sous-famille des Prioninae décrite par Émile Blanchard en 1845.

## Liste des genres
Selon BioLib (19 avril 2019) :
- genre Acutandra Santos-Silva, 2002
- genre Adlbauerandra Bouyer, Drumont & Santos-Silva, 2012
- genre Archandra Lameere, 1912
- genre Birandra Santos-Silva, 2002
- genre Caledonandra Santos-Silva, Heffern & Matsuda, 2010
- genre Hawaiiandra Santos-Silva, Heffern & Matsuda, 2010
- genre Komiyandra Santos-Silva, Heffern & Matsuda, 2010
- genre Malukandra Santos-Silva, Heffern & Matsuda, 2010
- genre Melanesiandra Santos-Silva, Heffern & Matsuda, 2010
- genre Meridiandra Bouyer, Drumont & Santos-Silva, 2012
- genre Neandra Lameere, 1912
- genre Papuandra Santos-Silva, Heffern & Matsuda, 2010
- genre Parandra Latreille, 1802
- genre Stenandra Lameere, 1912
- genre Storeyandra Santos-Silva, Heffern & Matsuda, 2010

## Morphologie

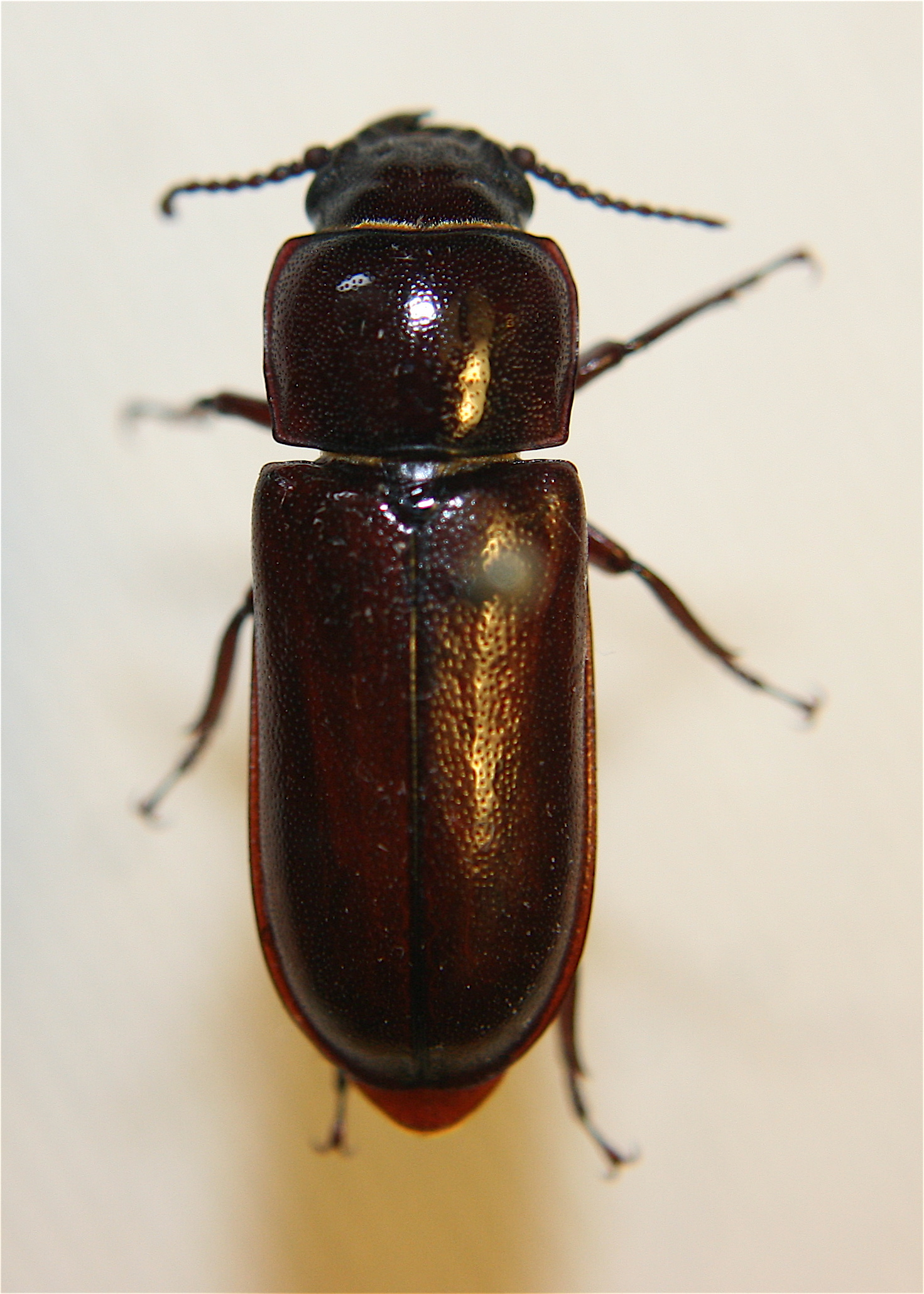
Femelle de Neandra brunnea

Les Parandrini sont bien caractérisés parmi les autres Priones pour avoir le corps aplati et à côtés parallèles, les antennes très courtes, les tarses pentamères et les ailes postérieures sans celle anale. Les mâles sont souvent caractérisés par des mandibules plus puissantes et une tête plus grande, tandis que les couleurs ne varient que du brun rougeâtre au noir.

Beaucoup de ces caractères sont retrouvés aussi chez certaines autres tribus de Priones, comme les Mallodontini et les Eurypodini (qui ont toujours des antennes plus longues), les Cantharocnemini (qui ont un corps plus massif et un prothorax différent), certains Macrotomini Indo-australiens (Analophus, Gnathonyx), et même chez certains  Spondylidinae (par exemple le genre euro-asiatique Spondylis). Il s'agit donc de caractères spécialisés.

## Biologie
Les Parandrini adultes vivent sous les souches des arbres, parfois en colonies de plusieurs individus, d'où ils sortent la nuit, venant parfois à la lumière.

Les larves vives dans des bois doux comme le balsa, l'araucaria, etc.

## Distribution
Les Parandrini sont répandus dans tout le monde, sauf en Europe, mais où une espèce nord-américaine s'y est naturalisée au siècle dernier :
- Neandra brunnea (Fabricius, 1798)

Deux espèces sont répandues dans les Antilles françaises :
- Parandra pinchoni Villiers, 1979 Martinique, répandue aussi en Dominique
- Hesperandra glabra (DeGeer, 1774) Guadeloupe, répandue aussi en Dominique, Sainte-Lucie, Saint-Vincent, Amérique centrale et du Sud